# Pachychelium davidis
Pachychelium davidis är en kräftdjursart som beskrevs av Knud Hensch Stephensen 1925. Pachychelium davidis ingår i släktet Pachychelium och familjen Lysianassidae. Inga underarter finns listade i Catalogue of Life.